# Samuel Küpfer

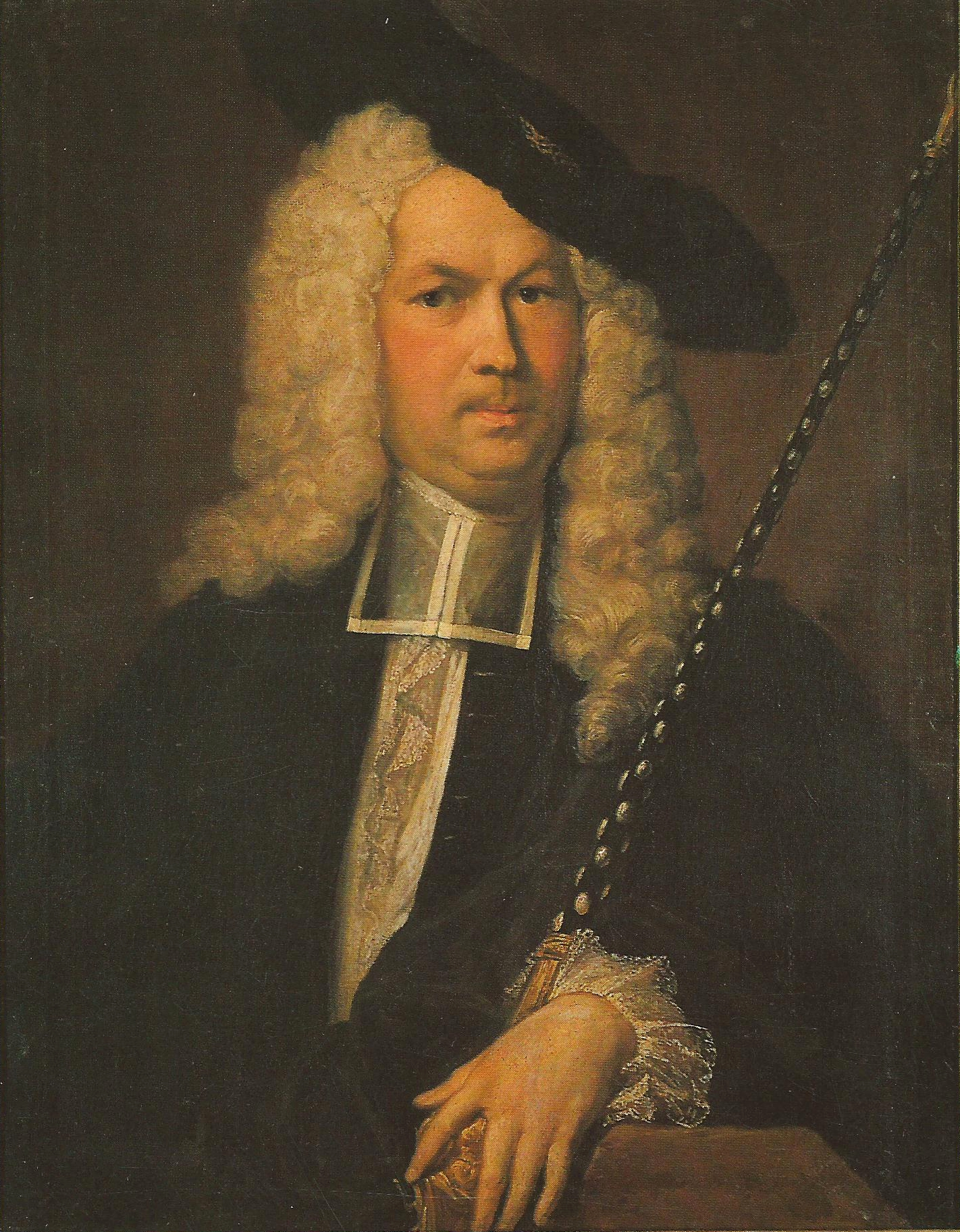
Samuel Küpfer, Bildnis von Johann Rudolf Huber (1732)

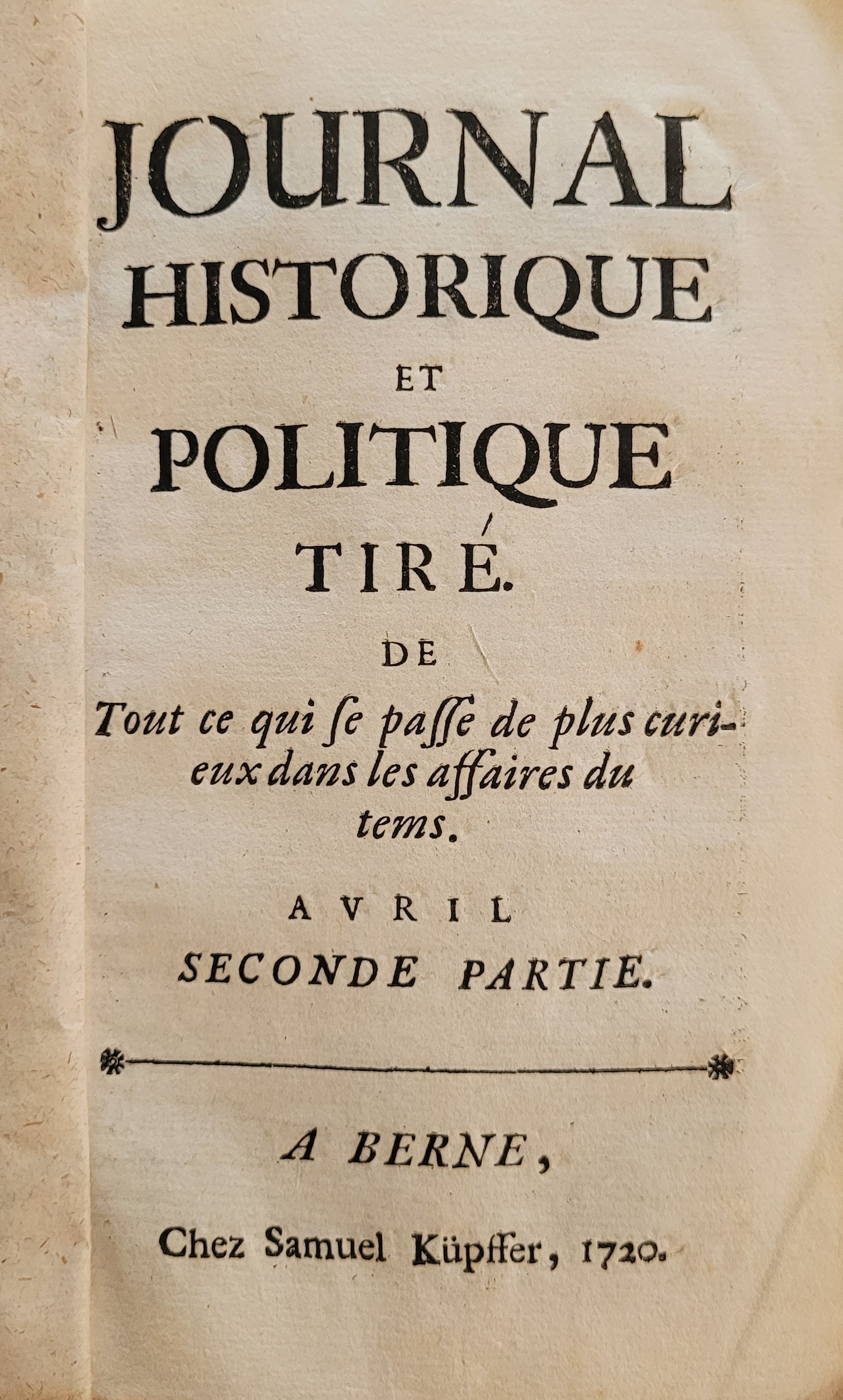
Titelblatt Journal historique et politique (1720)

Samuel Küpfer (* 13. November 1687; † 21. November 1765) war ein Schweizer Politiker und Unternehmer.

## Leben
Samuel Küpfer kam als Sohn des Johannes Küpfer und der Margaretha Müsli zur Welt. Er war nachweislich ab 1717 in Bern als Buchdrucker tätig. 1718 wurde er Mitglied des Grossen Rats der Stadt Bern, 1722 heiratete er Elisabeth Rosina Salome Wagner, Tochter von Samuel Wagner und Anna Katharina Fischer. In den Jahren 1730 bis 1734 amtete er als Grossweibel, ab 1738 war er Obervogt zu Lenzburg, 1745 war er Sechzehner von Schuhmachern und 1764 Gantverwalter.
Als Buchdrucker konkurrenzierte er die Obrigkeitliche Druckerei und die Obere Druckerei mit Nachdrucken privilegierter Drucksachen. Der früheste bisher bekannte Druck ist der 1717 erschienene Titel Dess politischen Leibes, und seiner Gliedern Krafft und Stärcke […], verfasst von seinem Schwiegervater Samuel Wagner. 1718 erhielt er vom bernischen Rat das Privileg, die Predigten des Theologieprofessors Johann Rudolf Rudolf zu drucken. Samuel Küpfer druckte Dissertationen, Prozessakten, juristische Abhandlungen, theologische Schriften, Wahlergebnislisten, Behördenverzeichnisse etc. 1719 brachte er mit obrigkeitlicher Konzession die Zeitschrift Variétés agréables tirées de tout ce qui se passe de plus curieux dans les affaires du temps, de Critique, et de Galanterie heraus, die ab 1720 unter dem Titel Journal historique et politique tiré de tout ce qui se passe de plus curieux dans les affaires du temps erschien. In den Jahren 1719 bis 1721 lag er mit seinem Konkurrenten, dem obrigkeitlichen Buchdrucker Daniel Tschiffeli, wegen Nachdrucks obrigkeitlich privilegierter Schriften in einem Rechtsstreit, welcher in der Suspension (Einstellung) der obrigkeitlichen Druckerei kulminierte. 1721 wurde Tschiffeli die Konzession als obrigkeitlicher Buchdrucker erneuert und Küpfer das Nachdrucken gerichtlich untersagt; die beiden Drucker einigten sich 1722 in einem Vergleich. In den Jahren 1721 bis 1724 druckte und verlegte Küpfer die Wochenschrift Bernisches Freytags-Blätlein.